# Unic M1
L'Unic Type M1 est une camionnette présentée par le constructeur français Unic en 1914, juste avant le déclenchement de la Première Guerre mondiale.

## Historique
La camionnette Unic M1 est un des tout premiers véhicules utilitaires de la marque Unic, lancée en 1914.

## Caractéristique
Sa cabine simplement couverte d'une bâche pouvait être entièrement décapotable. Son moteur à quatre cylindres était pourvu d’un refroidissement à eau et d’une boîte quatre vitesses à crabot.
Sa vitesse de croisière était de 25 km/h. Sont PTAC était de 2 950 kg avec une charge utile de 1 200 kg.